# Josh Kirby
Ronald William „Josh“ Kirby (* 27. November 1928 in Waterloo, Lancashire; † 23. Oktober 2001 in Shelfanger nahe Diss, Norfolk) war ein britischer Zeichner und Künstler, der vor allem durch seine Buchcover-Illustrationen für Terry Pratchetts Scheibenwelt-Romane bekannt wurde.

## Leben
Kirby studierte an der Liverpool City School of Art. Nach seinem Abschluss arbeitete er zunächst für ein Londoner Kunststudio an Filmplakaten, nach einigen Jahren jedoch machte er sich als freischaffender Künstler selbständig und zeichnete vor allem Buchdeckel-Illustrationen jeglicher Art.
In den 1960er Jahren heiratete er und zog nach Norfolk in ein 400 Jahre altes Pfarrhaus auf dem Land. In den Folgejahren präsentierte er zahlreiche Ausstellungen in London und sogar Berlin. Dabei entstanden berühmte Werke wie Filmplakate für Die Rückkehr der Jedi-Ritter, Krull, Beastmaster und die bekannte „Kopie“ von Pieter Brueghels Turm zu Babel für den Monty-Python-Film Das Leben des Brian.
Ende der 1980er Jahre schließlich kam er zum ersten Mal mit Terry Pratchett in Kontakt, als der britische Buchverlag Corgi ihn beauftragte, ein Cover für Die Farben der Magie zu zeichnen. Dies war der Beginn der höchst erfolgreichen Zusammenarbeit mit Pratchett, von dem das Zitat stammt: “I only invented the Discworld. Josh created it.” (deutsch: „Ich habe die Scheibenwelt nur erfunden. Josh hat sie erschaffen.“) Insgesamt zeichnete Josh Kirby 25 Buchcover für die Scheibenwelt-Serie und andere Bücher Pratchetts und prägte damit entscheidend das Bild, das sich die Leser von der Scheibenwelt machten. Außerdem stattete er den Roman Faust Eric mit seitenfüllenden Illustrationen aus.

“I am a painter. That’s what I do. I paint.”

„Ich bin Maler. Das ist was ich mache. Ich male.“

1996 erhielt er den British Fantasy Award als bester Künstler.
Nach dem Tod von Josh Kirby setzte Paul Kidby dessen Arbeit an den Buchcovern für Pratchetts Romane fort.

## Eigene Artbooks und Bücher
- The Josh Kirby Discworld Portfolio, Paperback, 2001, ISBN 1-85585-895-9
 Dieses großformatige Artbook mit 29 × 42 cm bietet tatsächlich den detailreichen Zeichnungen Kirbys reichlich Platz für 28 ganzseitige Illustrationen, die vor allem Buchcover zu Terry Pratchetts Büchern zeigen.
- In the Garden of Unearthly Delights: The Paintings of Josh Kirby, Paperback, 1991, ISBN 1-85028-154-8
 Ebenfalls großformatiges Artbook, und ebenfalls mit Schwerpunkt auf Scheibenwelt-Themen.
- A Cosmic Cornucopia, Taschenbuch, 1999, ISBN 1-85585-731-6
 Obwohl ebenfalls in einem großen Format produziert und mit einer großen, guten Auswahl Kirbys Werke, die jeweils mit kurzen Anekdoten versehen sind, bietet dieses Artbook den einzelnen Werken nicht viel Platz, mitunter nur eine Viertelseite, wodurch sie oft nicht recht zur Geltung kommen. Neben vielen Scheibenwelt-Themen beinhaltet es aber auch noch weitere Werke Kirbys, wie ein Porträt Hitchcocks, Buch-Cover für Ray Bradbury, Edgar Rice Burroughs u. a.
 Tom Holt schrieb ein Vorwort für dieses Buch.